# Abell 370
Abell 370 est un amas de galaxies situé dans la constellation de la Baleine. Sa vitesse par rapport au fond diffus cosmologique est de 112 227 ± 16 km/s, ce qui correspond à une distance de Hubble de 1 655,3 ± 115,9 Mpc (∼5,4 milliards d'al). Abell 370 est l'amas le plus lointain recensé par l'astronome américain George Abell dans son catalogue consacré à ce type d'objet.
À ce jour, huit mesures non basées sur le décalage vers le rouge (redshift) donnent une distance de 1 982,500 ± 1 014,689 Mpc (∼6,47 milliards d'al).

## Caractéristiques
Les observations d'Abell 370 par le télescope spatial Hubble indiquent que celui-ci pourrait être le fruit de la fusion de deux amas de galaxies de même masse, observés depuis la Terre sur la même ligne de visée, ce qui pourrait notamment expliquer sa densité et son pouvoir de lentille gravitationnelle forte. L'amas est entouré d'un faible halo radio d'un diamètre compris entre 500 et 700 kpc et probablement lié au processus de fusion en cours.

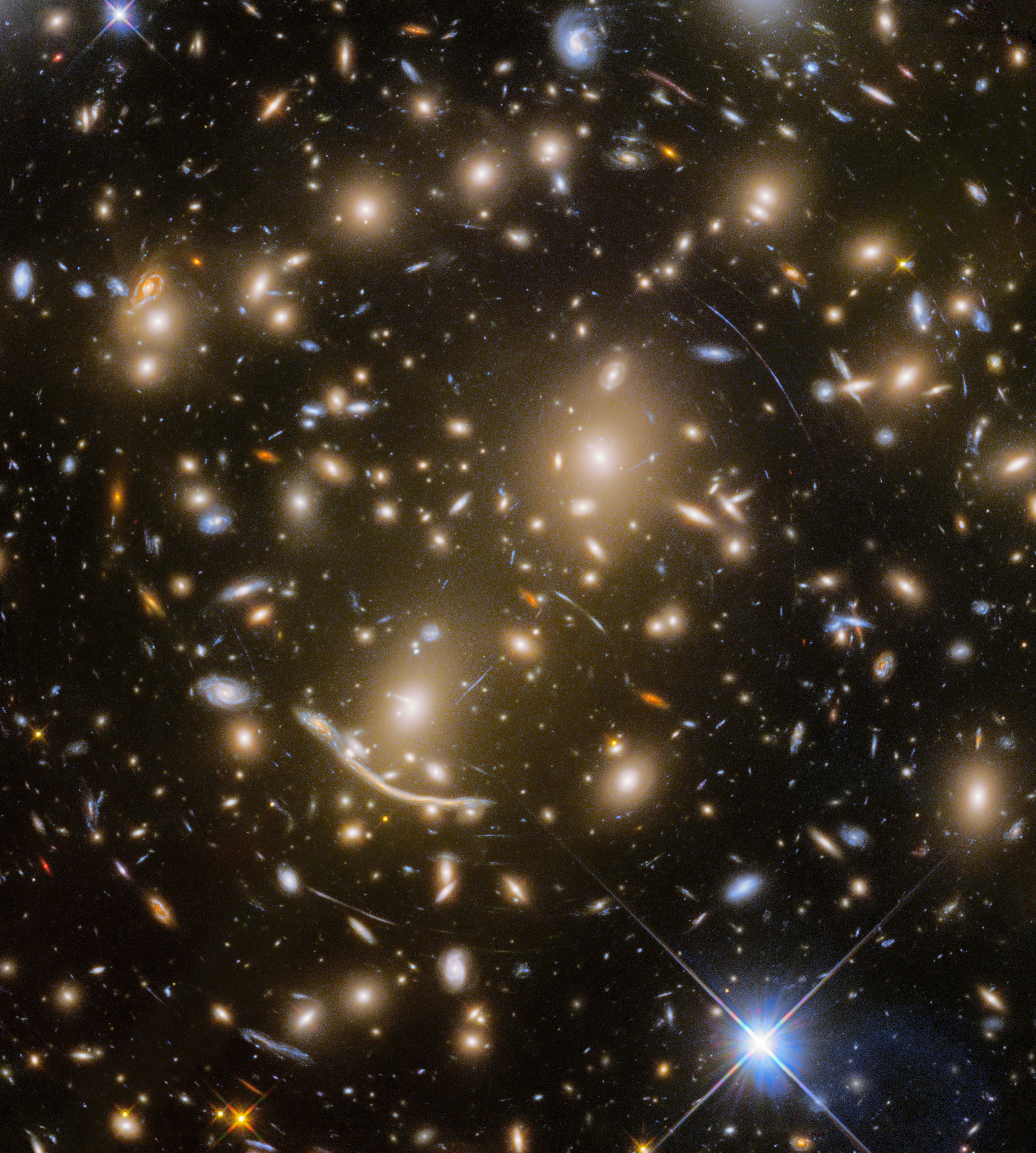
Autre version plus détaillé d'Abell 370 par le télescope spatial Hubble. Notons la présence en haut de l'image d'une galaxie bleue déformée par un effet de décapage par pression dynamique. Il s'agit là d'une probable galaxie méduse.

### Lentilles gravitationnelles
Abell 370 est principalement connu depuis la fin des années 1980 pour ses effets de lentille gravitationnelle,. Un arc rosé est notamment visible près d'une des plus vastes galaxies elliptiques de l'amas, à droite sur l'image du télescope spatial Hubble (celle de 2009). Surnommé « le Dragon », cet arc gravitationnelle correspond à l'image d'une galaxie lointaine (z= 0.725), située en arrière-plan, déformée et amplifiée par l'effet de lentille engendré par la masse phénoménale de l'amas de galaxies situé, lui, au premier plan. La galaxie sujette à cet effet semble être une galaxie spirale, comme le suggère une de ses images moins déformée, visible à l'une des extrémités de l'arc. D'autres arcs bleutés observables un peu partout dans l'amas sont issus du même phénomène.
Les lentilles gravitationnelles nous permettent d'observer des astres et des galaxies à une époque où notre Univers était encore jeune. Elles nous permettent en autres de comprendre la formation des premières étoiles et galaxies. Parmi ces objectifs figure celui de la découverte des premiers trous noirs supermassifs, afin de mieux cerner leur formation et leur évolution. Dans ce cadre, le télescope spatial Chandra, qui observe les astres dans le domaine des rayons X, a pour mission d'en dénicher via les effets de lentille d'Abell 370.

### Supernova lointaine
Grâce à ses effets de lentille, l'amas Abell 370 nous laisse la possibilité d'observer des évènements dans des galaxies fort éloignées. C'est ainsi qu'en décembre 2010, l'image d'une lointaine explosion de supernova fut capturée par le télescope spatial Hubble. L'image de cette supernova possède la particularité d'apparaître à trois reprises autour d'une galaxie membre de l'amas, ceci à cause d'un effet de lentille engendré par la dite galaxie de premier plan. La lumière de cette explosion lointaine, déviée par l'effet de lentille, a ainsi emprunté trois chemins de longueurs différentes avant d'arrivée au miroir de Hubble, ce qui signifie que la supernova fut observée à trois moments différents de son évolution, au même instant. Baptisée HFF14Jan, cette supernova était de type Ia.

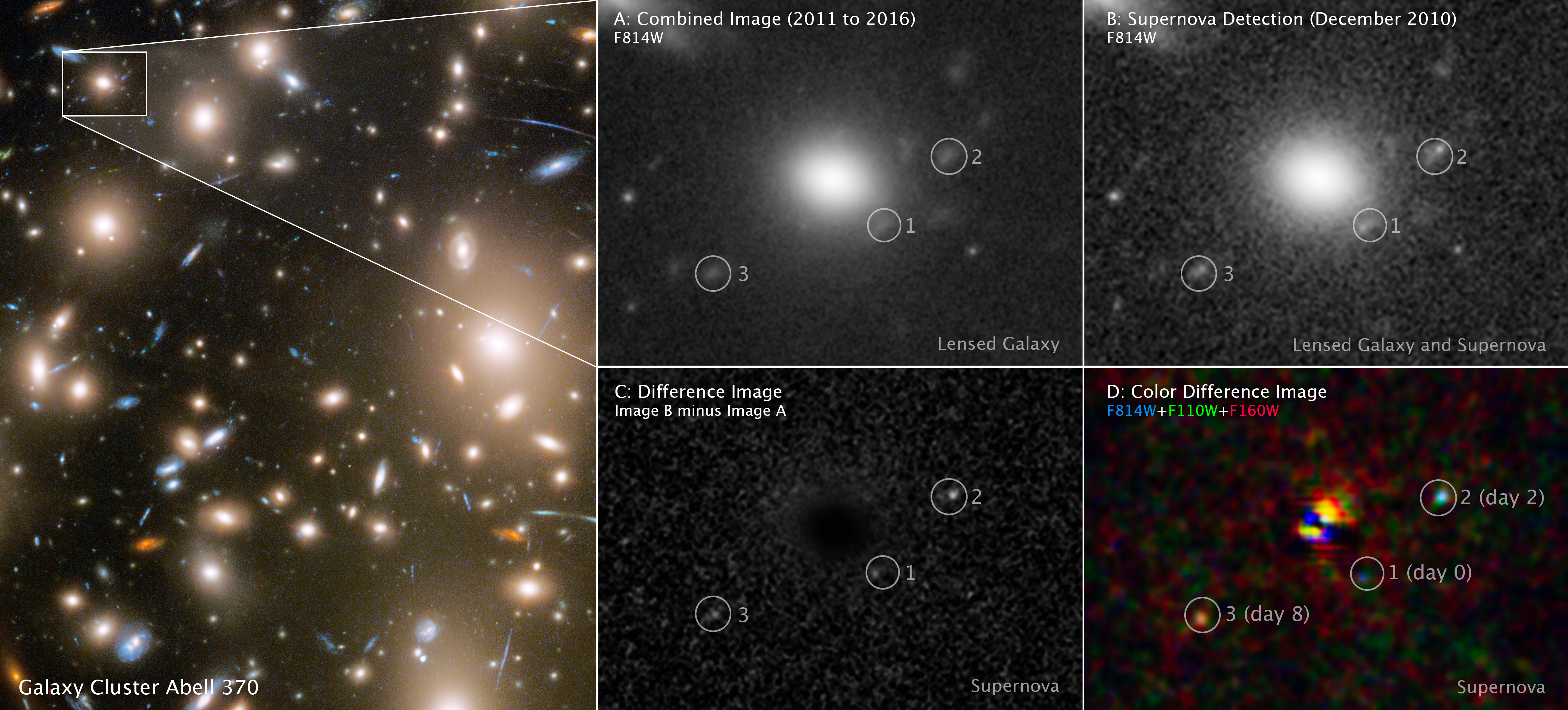
Faibles lueurs de la supernova lointaine (cercles) captée par le télescope spatial Hubble.